# Katatermometr
Katatermometr – przyrząd służący do pomiaru ochładzania biologicznego.
Pierwszy katatermometr skonstruował L. Hill w 1913 roku. Przyrząd jest termometrem alkoholowym ze zbiorniczkiem o powierzchni 23 cm². Pomiaru dokonuje się poprzez ogrzanie zbiorniczka termometru do odpowiedniej temperatury, a następnie mierzenie czas spadku temperatury z 38 °C do 35 °C. Przyrząd w trakcie pomiaru powinien zwisać swobodnie na wysokości około 150 cm, tak by był poddany działaniu wiatru i był osłonięty od promieni słonecznych. Pozwala na określenie wymiany ciepła ciała człowieka z otoczeniem, a przez to określenie wpływu temperatury i wiatru na wymianę ciepła. Korzystając z odpowiedniego wzoru wylicza się ochładzanie w W/m².
Ochładzanie biologiczne powietrza oblicza się dzieląc stałą katatermometru przez czas ochładzania:
{\displaystyle H={\frac {G}{\tau }}.}
Rodzaje katatermometrów:
- srebrzony
- suchy
- wilgotny